# ساندرا باني
ساندرا باني (بالإسبانية: Sandra Pani)‏ هي رسامة مكسيكية، ولدت في 18 ديسمبر 1964.